# ادوارد پاجت
ادوارد پاجت (انگلیسی: Edward Paget; ۳ november ۱۷۷۵ – ۱۳ مه ۱۸۴۹ (۷۳ ساله)) سیاست‌مدار اهل پادشاهی متحد بریتانیای کبیر و ایرلند بود. وی همچنین برندهٔ جوایزی همچون نشان حمام شده‌است.